# Temporada de furacões no Atlântico de 1932
A temporada de furacões no Atlântico de 1932 foi o período durante o qual ciclones tropicais se formaram na Bacia do Atlântico. Foi uma temporada relativamente activa, com quinze tempestades conhecidas, seis furacões e quatro grandes furacões. Duas tempestades atingiram a intensidade de categoria 5, a primeira ocorrência conhecida em que se formaram múltiplos furacões de categoria 5 no mesmo ano. A temporada começou em 5 de maio com a formação da tempestade Tropical Um, e terminou em 14 de novembro com a dissipação do furacão Quatorze, também conhecido como o furacão de Cuba de 1932. Ciclones tropicais que não se aproximaram de áreas povoadas ou rotas de navegação, especialmente se eles eram relativamente fracos e de curta duração, podem ter permanecido sem ser detectados. Dado que tecnologias como a monitorização por satélite não estavam disponíveis até à década de 1960, os dados históricos sobre ciclones tropicais deste período não são muitas vezes fiáveis. O projeto de reanálise de furacões no Atlântico descobriu quatro novos ciclones tropicais, todos eles tempestades tropicais, que ocorreram durante o ano. Estas tempestades foram posteriormente adicionadas à base de dados HURDAT.
No total, a temporada resultou em pelo menos 3 384 fatalidades e pelo menos 77 706 milhões de dólares em prejuízos. Um forte furacão atingiu Freeport, Texas em meados de agosto, afetando severamente uma grande faixa da Costa do Golfo. Um furacão de categoria 5, o primeiro da temporada, devastou áreas das Bahamas, especialmente as Ilhas Abaco. Outro forte furacão de categoria 4 atingiu Porto Rico no final de setembro, deixando danos catastróficos e causando US $30 milhões em danos. Um segundo furacão de categoria 5 no início de novembro tornou-se um dos furacões mais mortíferos do século XX depois de fazer "landfall" em Cuba e matar pelo menos 3.103 pessoas. Um furacão e outras quatro tempestades tropicais fizeram desembarques durante a temporada.

## Sistemas

### Tempestade tropical Um
Uma depressão tropical formou-se em 5 de maio no centro-sul do Caribe. Movendo-se lentamente para nordeste, o sistema tornou-se uma tempestade tropical no dia seguinte e gradualmente fortaleceu-se antes de fazer "landfall" em Hispaniola com ventos de 80 km/h em 7 de Maio. O sistema atravessou a República Dominicana, emergindo no Atlântico ocidental em 8 de maio, enquanto continuava a se fortalecer, atingindo a sua intensidade máxima de 105 km/h em 10 de maio, enquanto estava centrado no sudoeste das Bermudas. O sistema difuso mais tarde se transformou em uma tempestade extratropical no mesmo dia, mais tarde dissipando-se em 11 de maio bem a noroeste de Bermudas depois de se fundir com um limite frontal.

### Furacão Dois
O furacão de Freeport de 1932
Uma tempestade tropical formou-se em 11 de agosto no sul do Golfo do México, perto da Península de Iucatã. Movendo-se para norte sobre o Golfo do México no dia 12, ele rapidamente se intensificou quando alcançou o status de furacão, mais tarde tornando-se um furacão de categoria 4 com ventos estimados de 240 km/h e uma pressão central estimada de 935 mb pouco antes de fazer "landfall" perto de Freeport, Texas, em 13 de agosto.  O olho da tempestade compacta cruzou a costa cerca das  22 p.m. CDT em 13 de agosto, criando uma pista de 40-30 mi (64-48 km) destruição pesada na zona do Condado de Brazoria, Texas. A menor pressão barométrica registada foi de 938 mbar em Velasco, no Condado de Brazoria. O aviso oficial sobre a tempestade começou apenas quatro horas antes da queda da tempestade, e muitas pessoas evacuando o interior foram forçadas a abandonar seus carros com ventos fortes e fortes chuvas.
Em Galveston, Texas, a energia para o serviço elétrico e telefônico foi cortada, reduzindo temporariamente as comunicações. A passagem entre Galveston Island e o Texas continental foi inundada, cortando Galveston temporariamente do continente. Chuvas fortes ocorreram, e um pé de chuva caiu quando a tempestade se moveu para norte em direção à costa.  40 pessoas foram mortas pelo furacão. O maior número de mortos em qualquer cidade foi sete em West Columbia, Texas, onde ventos constantes acima de 160 km/h arrasaram várias casas. Dois bairros que haviam sido construídos para os trabalhadores da indústria do petróleo lá foram quase destruídos pelas marés altas e tempestade. Freeport, Angleton e Galveston sofreram extensos danos causados pelo vento, e as cidades interiores de Brazoria, West Columbia, Damon e Needville, todas no caminho do olho, também foram devastadas. Os danos associados ao furacão foram estimados em US $7,5 milhões.

### Furacão Três
Uma perturbação tropical foi identificada pela primeira vez ao norte de Hispaniola em 26 de agosto. Lentamente movendo-se para oeste-noroeste, intensificou-se para a força da tempestade tropical antes de fazer "landfall" no sul da Flórida no início de 30 de agosto. Depois de atravessar a península da Flórida e entrar no Golfo do México, o sistema atingiu seu pico de intensidade como um furacão de categoria 1 com ventos de 137 km/h, antes de posteriormente fazer seu último "landfall" perto da fronteira Mississippi–Alabama em 1 de setembro com intensidade máxima. Sobre a terra, o furacão enfraqueceu-se, e depois de se tornar um ciclone extratropical em 2 de setembro, a tempestade se fundiu com outro sistema extratropical sobre Quebec em 4 de setembro.
No "landfall" inicial da tempestade no sul da Flórida, fortes chuvas e fortes ventos causaram extensos danos às colheitas, particularmente ao abacate e aos citrinos. À medida que o furacão se movia para noroeste através do Golfo do México, gerou fortes ondas que causaram graves danos às áreas costeiras em todo o oeste da Flórida, antes de fazer seu segundo "landfall", onde produziu ventos de força de furacão em uma ampla faixa da Costa. Terras agrícolas nas regiões costeiras do Mississippi e Alabama foram danificadas por fortes ventos e fortes chuvas. O furacão causou uma morte indireta e 226.000 dólares em danos totais ao longo de seu caminho.

### Furacão Quatro
O Grande Furacão nas Bahamas de 1932 or Furacão de San Ciprián de 1932
Uma depressão tropical foi detectada pela primeira vez ao norte das Ilhas Virgens No final de 30 de agosto. Movendo-se para oeste-noroeste, a depressão intensificou-se gradualmente, atingindo a intensidade de uma tempestade tropical e mais tarde a intensidade de um furacão em 2 de setembro, quando passou perto das Ilhas Turks e Caicos.  Depois de atingir a intensidade de furacão, o furacão começou a se intensificar rapidamente, tornando-se um grande furacão em 4 de setembro. O furacão intensificou-se através das Bahamas e atingiu o seu pico de intensidade como um furacão de categoria 5, o primeiro da temporada, com ventos máximos sustentados de 260 km/h. Posteriormente, o furacão enfraqueceu-se lentamente à medida que se dirigia para o norte e, posteriormente, para nordeste, contornando a Nova Inglaterra antes de se tornar extratropical em 9 de setembro. O ciclone extratropical atravessou a Islândia e mais tarde dissipou-se em 17 de setembro.
O furacão causou uma grande devastação em grande parte das Bahamas, onde matou 16 pessoas e feriu mais 300 pessoas. Ventos fortes destruíram numerosas casas e prejudicaram o abastecimento de água e alimentos. O grande furacão também gerou uma forte onda de tempestade que inundou as Ilhas Abaco. Os efeitos do furacão nos Estados Unidos foram muito menos graves, devido à distância do furacão. No entanto, ventos fortes ainda varriam grande parte da Nova Inglaterra.

### Tempestade tropical Cinco
Em 4 de setembro, uma área de baixa pressão desenvolveu-se a partir de uma frente estacionária sobre o Oceano Atlântico aberto. Na época, uma frente quente e fria estavam conectadas ao sistema, mas outras observações revelaram desvios mínimos de temperatura. No dia seguinte, a perturbação parecia ter adquirido características subtropicais, mas tornou-se tropical após observações que mostraram que os ventos associados com a tempestade estavam perto do centro. A tempestade mais tarde enfraqueceu-se e foi absorvida por um limite frontal às 18: 00 UTC de 7 de setembro.

### Tempestade tropical Seis
Uma tempestade tropical formou-se pela primeira vez na Baía de Campeche em 9 de setembro.  movendo-se lentamente para norte,  A tempestade tropical atingiu seu pico de intensidade de 97 km/h enquanto estava localizada ao sul do Delta do Rio Mississippi. A partir de 14 de setembro, a tempestade começou a acelerar à medida que se dirigia para nordeste, e, posteriormente, fez "landfall" em intensidade máxima perto de St.Marks, na região de Big Bend, na Flórida, às 04: 00 UTC de 15 de setembro. A tempestade atravessou a península em apenas seis horas, antes de se tornar extratropical a 12000 UTC mais tarde naquele dia. O ciclone extratropical rapidamente acelerou paralelamente à costa leste dos Estados Unidos, antes de ser absorvido por outro sistema extratropical sobre Quebec. Devido à rápida passagem da tempestade tropical sobre a península da Flórida, os danos foram relativamente menores. Um comboio cruzou sobre uma inundação em seu caminho de ferro, fazendo-o descarrilar. Em Apalachicola, houve danos consideráveis às culturas, e chuvas torrenciais causaram danos de 2.000 dólares. a energia elétrica na cidade também foi desativada., e alguns edifícios sofreram danos estruturais, totalizando 8 mil dólares em danos.

### Tempestade tropical Sete
Em 16 de setembro, uma tempestade tropical com ventos de 64 km/h desenvolveu-se a partir de uma fronteira frontal no Atlântico Norte central. movendo-se lentamente em direção ao noroeste, ventos foram registados por navios na região à medida que a tempestade tropical se intensificava lentamente. em 20 de setembro, a tempestade começou a se mover em direção ao sudoeste. O sistema atingiu o pico de intensidade no dia 21 de setembro, com ventos de 65 mph (105 km/h), antes de entrar em um ciclone extratropical como recurvados para o norte em 23 de setembro. O ciclone extratropical mais tarde fez "landfall" na Nova Escócia no dia seguinte, antes de dissipar-se sobre a gronelândia em 26 de setembro.

### Tempestade tropical Oito
Outra depressão tropical foi identificada pela primeira vez em 18 de setembro na Baía de Campeche. Em direção ao nordeste, a depressão se intensificou para uma tempestade tropical e atingiu o pico de intensidade com ventos máximos sustentados de 105 km/h e uma pressão mínima de 998 mbar no dia seguinte. a tempestade posteriormente fez "landfall" perto de Morgan City, Louisiana às 19: 00 UTC de 19 de setembro. O enfraquecimento sobre a terra, a tempestade tropical degenerou para uma depressão tropical, às 1200 UTC de 20 de setembro, antes de se tornar extratropical no dia seguinte oeste de Louisville, no Kentucky, e, mais tarde, dissipar-se depois ele foi absorvido pela aproximação de uma frente.
Desde que a tempestade fez "landfall" em uma região escassamente povoada da Louisiana, apenas danos mínimos foram relatados. Antes do "landfall" da tempestade, no entanto, a venda de algodão foi compensada em negociações tardias causadas por medos do impacto potencial da tempestade. Um tornado foi relatado na Paróquia de West Baton Rouge, soprando cana de açúcar ao longo de um caminho de 8 mi (13 km) de comprimento. Mais para o interior, foram relatadas fortes chuvas associadas ao sistema, atingindo um máximo de 3,01 em (76 mm) em Vicksburg, Mississippi.

### Furacão Nove
Furacão de San Ciprián de 1932
Em 25 de setembro, os navios notaram pela primeira vez uma tempestade tropical a leste das Ilhas Barlavento. A tempestade tropical rapidamente se intensificou ao se mover para Oeste devido a um sistema de alta pressão próximo, alcançando força de furacão às 06: 00 UTC daquele dia. Como ele se aproximou de Porto Rico, o furacão continuou a se intensificar rapidamente, antes de chegar a seu pico de intensidade em 27 de setembro, como um furacão de Categoria 4, com ventos de 145 mph (233 km/h) e uma pressão mínima de 943 mbar (27.8 inHg), antes de fazer landfall perto de Ceiba, Porto Rico, às 03h00 UTC. O furacão enfraqueceu-se ligeiramente sobre a ilha e, depois de atravessar a passagem de Mona, fez um segundo "landfall" em áreas do Sul da República Dominicana como um furacão de categoria 2. A sua passagem de Hispaniola enfraqueceu significativamente o furacão, desclassificando-o para a força tropical. Depois de escovar a Jamaica para o sul, a tempestade tropical lutou para se organizar, e não se fortaleceu até o "landfall" em Honduras Britânicas com ventos de 72 mph e uma pressão mínima estimada de 1.003 mbar (29.6 inHg) em 1 de outubro. Lá, a tempestade rapidamente enfraqueceu, e dissipou-se sobre o sudeste do México em 3 de outubro.
O furacão foi considerado o pior a afetar Porto Rico desde o furacão Okeechobee de 1928. Fortes ondas de tempestade e ventos devastaram áreas da costa da ilha. Os ventos também derrubaram os sistemas de comunicações, dificultando os esforços de socorro. As chuvas adicionais também inundaram numerosas casas. Em Porto Rico, o furacão matou 257 pessoas, e causou 30 milhões de dólares em danos.

### Tempestade tropical Dez
Uma tempestade tropical foi identificada pela primeira vez no Atlântico Leste em 28 de setembro como um pequeno sistema compacto, com ventos de 64 km/h e uma pressão mínima de 1.004 mbar (29.6 inHg). Movendo-se lentamente em direção ao sudeste, a tempestade foi capaz de se intensificar ligeiramente para um pico de intensidade de 72 km/h, antes de interagir com um ciclone extratropical que a puxou para noroeste, que absorveu o sistema às 06: 00 UTC de 30 de setembro.

### Tempestade tropical Onze
Uma depressão tropical formou-se em 7 de outubro a partir de uma ampla área de baixa pressão no mar do Caribe central a nordeste de Honduras. movendo-se lentamente para oeste-noroeste, a depressão intensificou-se gradualmente, atingindo a força da tempestade tropical às 12: 00 UTC do mesmo dia. A tempestade continuou a intensificar-se à medida que avançava para a Península de Iucatã, atingindo o pico de intensidade no final de 9 de outubro, com velocidades de vento máximas sustentadas de 110 km/h. a tempestade fez "landfall" perto de Playa del Carmen às 04: 00 UTC do dia seguinte, enquanto ainda estava no pico de intensidade. Por terra, a tempestade degenerou para uma depressão tropical em 11 de outubro, quando começou a se curvar em direção ao norte. A depressão mais tarde reentrou no Golfo do México no seguinte, onde começou a se fortalecer novamente. Por volta das 12: 00 UTC de 13 de outubro, o sistema alongado recuperou a intensidade da tempestade tropical, antes de atingir um pico de intensidade secundário de 97 km/h. No entanto, as forças baroclínicas fizeram com que a tempestade se tornasse extratropical antes de fazer "landfall" na costa da Louisiana na tarde de 15 de outubro. Os remanescentes extratropicais da tempestade continuaram a caminhar para nordeste, antes de se fundirem com outro sistema extratropical.
A tempestade que se aproximava forçou avisos de tempestade a serem emitidos para várias áreas da Costa do Golfo de Brownsville, Texas para Apalachicola, Flórida. Seus remanescentes extratropicais trouxeram ventos de tempestade para porções da Louisiana. Ao Largo, um navio de carga que transportava asfalto afundou devido a fortes ondas, causando perdas de 30 mil dólares. além disso, fortes chuvas causaram rios que excederam o estágio de inundação, particularmente a leste de onde a tempestade fez "landfall", isolando casas e interrompendo o tráfego. O rio Black Warrior excedeu seu estágio de inundação em 4,3 m, E o Rio Catawba também transbordou. Um pico de precipitação de 8,5 mm (220 mm) foi relatado durante um período de 17 horas em Tuscaloosa, Alabama. A tempestade também trouxe chuvas generalizadas através dos Estados do Atlântico Sul através de elevador orográfico, atingindo um máximo de 9,3 em (240 mm) em Rock House, Carolina do Norte. a queda das chuvas também causou um desastre.

### Tempestade tropical Doze
Uma depressão tropical foi identificada pela primeira vez em 8 de outubro a nordeste das Ilhas Virgens e rapidamente se intensificou para uma tempestade tropical. Movendo-se para oeste e depois para noroeste, a tempestade intensificou-se para a sua intensidade máxima de 97 km/h às 18: 00 UTC de 10 de outubro, quando se aproximava das Bermudas. a menor pressão registada nas Bermudas foi 1.002 mbar (29.6 inHg), o que foi associado com ventos de força mínima de tempestade tropical. A tempestade enfraqueceu-se à medida que avançava mais para norte e curvava-se para nordeste, antes de se transformar num ciclone extratropical às 06: 00 UTC de 12 de outubro. O sistema foi absorvido por um forte limite frontal frio mais tarde naquele dia.

### Tempestade tropical Treze
Em 17 de outubro, uma frente estacionária posicionada sobre o Atlântico Leste começou a dissipar-se, e uma grande área de baixa pressão começou a se formar ao longo da fronteira frontal. A perturbação intensificou-se para a intensidade da tempestade tropical às 00: 00 UTC de 18 de outubro, depois de perder baroclinidade. À medida que avançava para o norte, o sistema se intensificou lentamente para uma intensidade de pico estimada de 110 km/h às 06:00 UTC de 19 de outubro, como sugerido por um navio próximo que também relatou ventos de 110 km/h. ao mesmo tempo, a tempestade tropical também começou a se curvar mais para leste, e posteriormente começou a se enfraquecer. O sistema degenerou-se para a depressão tropical em 21 de outubro, e pouco depois dissipou-se.

### Furacão Catorze
O Grande Furacão de Cuba de 1932
Uma tempestade tropical formou-se em 30 de outubro no Oceano Atlântico a leste das Ilhas Virgens. O sistema foi intensificado de forma constante, e o sistema foi atualizado para a força de furacões em 1 de novembro, enquanto se dirigia para sudoeste para o Caribe. Foi classificado como Categoria 2 em 3 de novembro, com ventos máximos sustentados de 160 km/h. A tempestade fortaleceu-se para um grande furacão em 4 de novembro, e continuou a intensificar-se, atingindo um pico de intensidade como um furacão de categoria 5 com uma pressão central igual ou inferior a 915 mb (27.02 inHg) em 5 de novembro no Caribe Ocidental. A tempestade enfraqueceu-se e atingiu o centro de Cuba em 9 de novembro com ventos de 240 km/h e uma pressão central de 918 mb (27.11 inHg), mais tarde enfraquecendo-se para um furacão de categoria 3 depois de atravessar a ilha. A tempestade continuou a se enfraquecer lentamente à medida que passava pelas Bahamas no dia seguinte, enfraquecendo-se para uma tempestade tropical e tornando-se uma tempestade extratropical no dia seguinte sobre o Atlântico Norte central. A tempestade causou graves danos e um total de 3.033 mortes em Cuba.

### Furacão Quinze
Uma tempestade tropical foi identificada pela primeira vez no Atlântico Central às 06: 00 (UTC) de 3 de novembro, com navios registando ventos moderados nas proximidades. Ao longo de sua existência, a tempestade moveu-se em um caminho errático, geralmente para o norte. Intensificando-se constantemente, a tempestade tropical alcançou força de furacão às 18: 00 UTC de 6 de novembro, quando começou a se mover para nordeste em direção aos Açores. O furacão continuou a se intensificar, atingindo a intensidade de categoria 2 em 8 de novembro e, ao mesmo tempo, atingindo seu pico de intensidade com ventos de 160 km/h. Depois de atingir o pico de intensidade, uma tendência de enfraquecimento começou quando a tempestade acelerou para nordeste. No início de 10 de novembro, o ciclone tornou-se um ciclone extratropical, mantendo os ventos de força furacão. O sistema extratropical continuou a se mover rapidamente em direção ao nordeste, até que se aglutinou com outro ciclone extratropical em 11 de novembro.

## Efeitos da estação
A tabela seguinte lista todas as tempestades que se formaram na temporada de furacões no oceano Atlântico de 1932. Inclui sua duração, nomes, áreas afetadas, danos e totais de morte. As mortes entre parênteses são indiretas (um exemplo de morte indireta seria um acidente de trânsito), mas ainda estavam relacionadas a essa tempestade. Os danos e mortes incluem totais do precursor da tempestade e seus remanescentes, e todos os números de danos são em 1932 USD.